# Вејлс (Јута)
Вејлс (енгл. Wales) град је у америчкој савезној држави Јута.

## Демографија
По попису из 2010. године број становника је 302, што је 83 (37,9%) становника више него 2000. године.
| Група             | 2000.       | 2010.       |
| Белци             | 201 (91,8%) | 255 (84,4%) |
| Афроамериканци    | 0 (0,0%)    | 0 (0,0%)    |
| Азијати           | 0 (0,0%)    | 0 (0,0%)    |
| Хиспаноамериканци | 16 (7,3%)   | 41 (13,6%)  |
| Укупно            | 219         | 302         |